# Еміліано Альфаро
Еміліано Альфаро (ісп. Emiliano Alfaro, нар. 28 квітня 1988, Монтевідео) — уругвайський футболіст, що грав на позиції нападника.
Виступав, зокрема, за клуб «Лаціо», а також національну збірну Уругваю.
Дворазовий чемпіон Уругваю. Володар Кубка Таїланду. Дворазовий володар Кубка тайської ліги.

## Клубна кар'єра
Народився 28 квітня 1988 року в місті Монтевідео. Вихованець футбольної школи клубу «Ліверпуль» (Монтевідео). Дорослу футбольну кар'єру розпочав 2006 року в основній команді того ж клубу, в якій провів три сезони, взявши участь у 82 матчах чемпіонату. 
Згодом з 2010 по 2013 рік грав у складі команд «Сан-Лоренсо», «Ліверпуль» (Монтевідео), «Лаціо» та «Аль-Васл».
Своєю грою за останню команду знову привернув увагу представників тренерського штабу клубу «Лаціо», до складу якого повернувся 2013 року. Цього разу відіграв за «біло-блакитних» наступний сезон своєї ігрової кар'єри.
Протягом 2014—2019 років захищав кольори клубів «Ліверпуль» (Монтевідео), «Бурірам Юнайтед», «Норт-Іст Юнайтед», «Аль-Фуджейра», «Пуне Сіті», «Атлетіко» (Колката) та «Пуне Сіті».
Завершив ігрову кар'єру у команді «Ліверпуль» (Монтевідео), у складі якої вже виступав раніше. Повернувся до неї 2019 року, захищав її кольори до припинення виступів на професійному рівні у 2021 році.

## Виступи за збірні
У 2005 році дебютував у складі юнацької збірної Уругваю (U-17), загалом на юнацькому рівні взяв участь у 9 іграх, відзначившись одним забитим голом.
У 2007 році залучався до складу молодіжної збірної Уругваю. На молодіжному рівні зіграв у 2 офіційних матчах.
У 2011 році дебютував в офіційних матчах у складі національної збірної Уругваю.
Загалом протягом кар'єри в національній команді, яка тривала 1 рік, провів у її формі 1 матч.
| Дата       | Місто | Господарі | Результат | Гості   | Турнір           | Голи | Примітки |
| ---------- | ----- | --------- | --------- | ------- | ---------------- | ---- | -------- |
| 15-11-2011 | Рим   | Італія    | 0 – 1     | Уругвай | товариський матч | -    | 83'      |
| Усього     |       | Матчів    | 1         |         | Голів            | 0    |          |

## Титули і досягнення

### Командні
- Чемпіон Уругваю (2):

«Ліверпуль»: Intermedio 2019
«Ліверпуль»: Clausura 2020
- Володар Кубка Таїланду (1):

«Бурірам Юнайтед»: 2015
- Володар Кубка тайської ліги (2):

«Бурірам Юнайтед»: 2015, 2016
- Володар Суперкубка Уругваю (2):

«Ліверпуль»: 2020, 2024

### Особисті
- Кращий бомбардир Сегунди Уругваю: 2014-2015 (21 м'яч)